# Paxillus

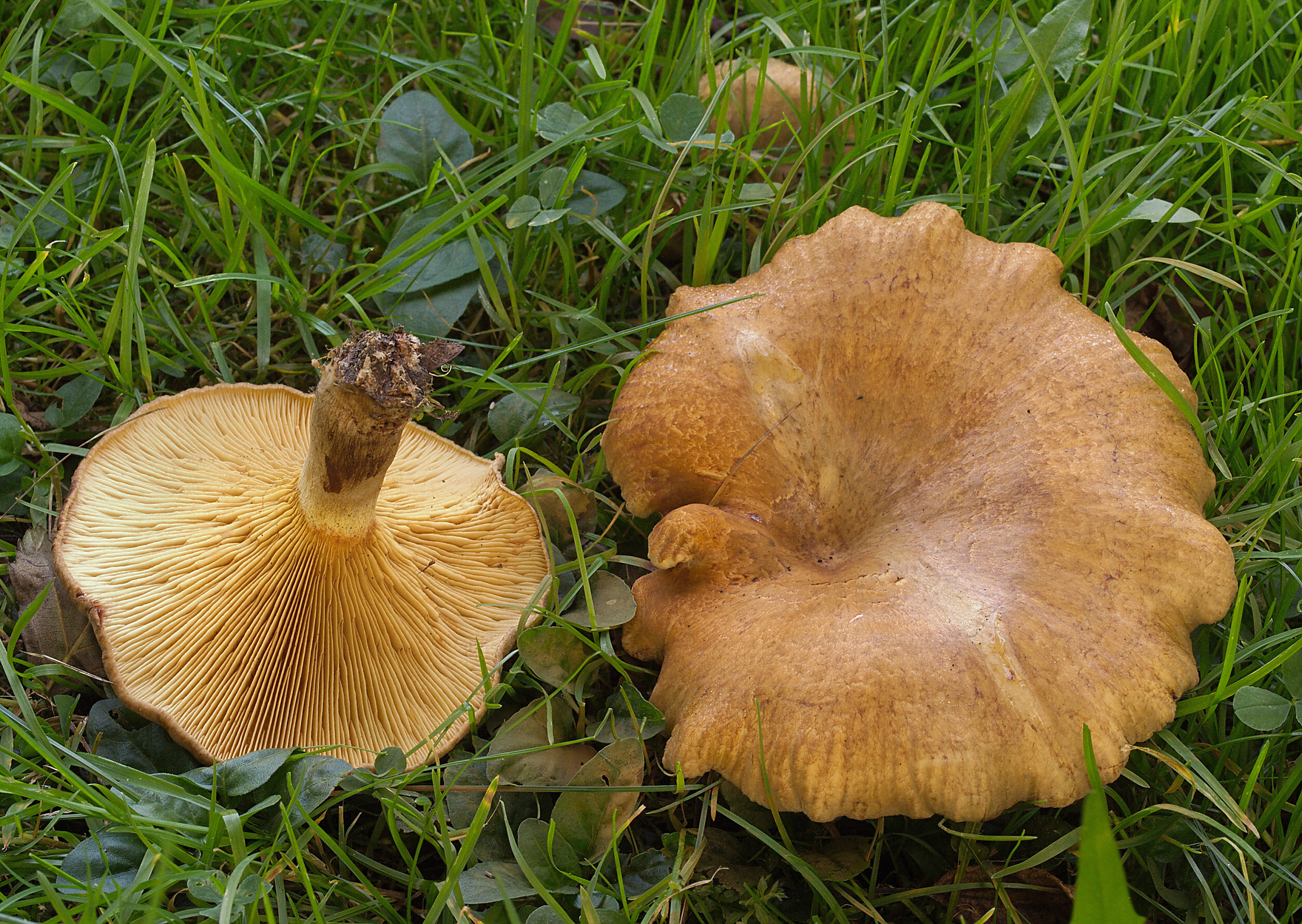
Krowiak olszowy

Paxillus Fr. (krowiak) – rodzaj podstawczaków z rodziny krowiakowatych (Paxillaceae), którego gatunkiem typowym jest krowiak podwinięty (Paxillus involutus). W Polsce występują dwa gatunki.

## Charakterystyka
Naziemne grzyby kapeluszowe o kapeluszach suchych lub lepkich, z podwiniętym brzegiem. Trzon osadzony w środku lub bocznie, nagi lub aksamitny. Blaszki ścieśnione, zbiegające, z poprzecznymi połączeniami. Wysyp zarodników ochrowy do rdzawobrązowego. Zarodniki eliptyczne, gładkie. Grzyby saprotroficzne lub grzyby mykoryzowe.

## Systematyka i nazewnictwo
Pozycja w klasyfikacji według Index Fungorum: Paxillaceae, Boletales, Agaricomycetidae, Agaricomycetes, Agaricomycotina, Basidiomycota, Fungi.
Rodzaj ten został wyodrębniony przez Eliasa Friesa w 1836 r., gdzie został zaliczony do ówczesnego plemienia Agaricini (przedstawionego w formie klucza, bez klasyfikowania gatunków):

Lamellae 1) membranaceo-molles dissepimento (trama) nullo aut in proprium mutato [...] c) a receptaculo, cum stipite contiguo, prorsus discretae et facile secedentes – Paxillus;

W „Epicrisis systematis mycologici” z 1838 r. Fries podzielił rodzaj Paxillus na ówczesne plemiona Lepista i Tapinia. Zawarł w nim 9 gatunków: P. lepista, P. extenuatus, P. sordarius, P. involutus, P. filamentosus, P. atrotomentosus, P. griseotomentosus, P. crassus i P. panuoides.
W późniejszych latach do tego rodzaju zaliczano gatunki: P. alexandri, P. aurantiacus, P. boletinoides, P. chilensis, P. chrysophyllus, P. contulmensis, P. corrugatus, P. curtisii, P. ferruginosus, P. giganteus, P. helomorphus, P. infundibuliformis, P. inornatus, P. ionipus, P. lateralis, P. lateritius, P. macnabbii, P. miniatus, P. muelleri, P. mundulus, P. nothofagi, P. obscurisporus, P. olivaceoflavidus, P. panaeolus, P. pelletieri, P. popinalis, P. porosus, P. prunulus, P. psammophilus, P. rhodoxanthus, P. rubicundulus, P. scambus, P. squarrosus, P. statuum, P. tricholoma, P. validus, P. veluticeps i Paxillus vernalis. Większość z nich jest obecnie klasyfikowana do innych rodzajów: m.in. trzy zostały przeniesione do rodzaju ponurnik (Tapinella), kilka następnych, na podstawie badań filogenetycznych opublikowanych w 1999, do nowo utworzonego Austropaxillus. W tym samym roku Christoph Hahn opublikował wyniki prac nad gatunkiem typowym (P. involutus), w którym zaproponował wyodrębnienie z niego dwóch innych: P. obscurisporus i P. validus.
Synonimami tego rodzaju są:

- Parapaxillus Singer 1942
- Paxillopsis E.-J. Gilbert 1931
- Rhymovis Pers. ex Rabenh. 1844
- Ruthea Opat. 1836

Polską nazwę podał Stanisław Chełchowski w 1898 r., a gatunki z tego rodzaju były też opisywane pod nazwami: świnka, ponurnik i gwoździak.
Gatunki występujące w Polsce:
- Paxillus adelphus J.-P. Chaumeton, Gryta, Jargeat & P.-A. Moreau 2016[9]
- Paxillus ammoniavirescens Contu & Dessì 1999[9]
- Paxillus atraetopus Kalchbr. 1878
- Paxillus cuprinus Jargeat, Gryta, J.-P. Chaumeton & Vizzini 2014[10]
- Paxillus involutus (Batsch) Fr. 1838 – krowiak podwinięty
- Paxillus obscurisporus C. Hahn 1999[9]
- Paxillus olivellus P.-A. Moreau, J.-P. Chaumeton, Gryta & Jargeat 2016[9]
- Paxillus rubicundulus P.D. Orton 1969 – krowiak olszowy